# Estación Fraga
Fraga es una estación ferroviaria ubicada en la localidad del mismo nombre, Departamento Coronel Pringles, Provincia de San Luis, República Argentina.

## Servicios
No presta servicios de pasajeros. Sus vías están a cargo de la empresa estatal Trenes Argentinos Cargas, sin embargo no presta servicios a raíz de un corte de vías de 13 km en el ingreso a la ciudad de San Luis.

## Historia
Se inauguró la estación Fraga, como una extensión de Villa Mercedes a Fraga el 1º de agosto de 1881, de Fraga a Chorrillos el 29 de abril de 1882 y de Chorrillos a San Luis el 8 de julio de ese mismo año, por parte del Ferrocarril Buenos Aires al Pacífico, en el ramal de Retiro a Mendoza.